# Masferrer (Malla)
Masferrer és una masia de Malla (Osona) inclosa a l'Inventari del Patrimoni Arquitectònic de Catalunya.

## Descripció
Edifici civil. Masia de planta rectangular coberta a dues vessants. L'antic portal d'entrada es troba orientat a migdia i dovellat. Damunt el portal hi ha un cos de galeries, el portal que dona a aquest cos, avui convertit en balcó, presenta unes motllures molt interessants, amb un trencaaigües acabat amb rostres humans. Al davant del portal s'hi forma una petita lliça, el portal que la tanca és format per dovelles i constitueix un arc rebaixat, la dovella central és esculturada.
A llevant i a sota del ràfec hi ha unes interessants finestres decorades. Cal remarcar que a la planta baixa hi ha una columna de grosses dimensions i d'una sola peça, que sosté l'embigat de la sala del primer pis.

## Història
Antic mas registrat al fogatge de 1553 de la parròquia i terme de Sant Vicenç de Malla. El mas era habitat per JOAN MASFERRER.
Els seus orígens segurament daten de més antic.
Fou un mas benestant reformat al segle xvi (1586), com indica el portal d'entrada, i al segle següent experimentà noves reformes, com es pot observar a una llinda que presenta motllura goticitzant datada al 1612.